# Produção

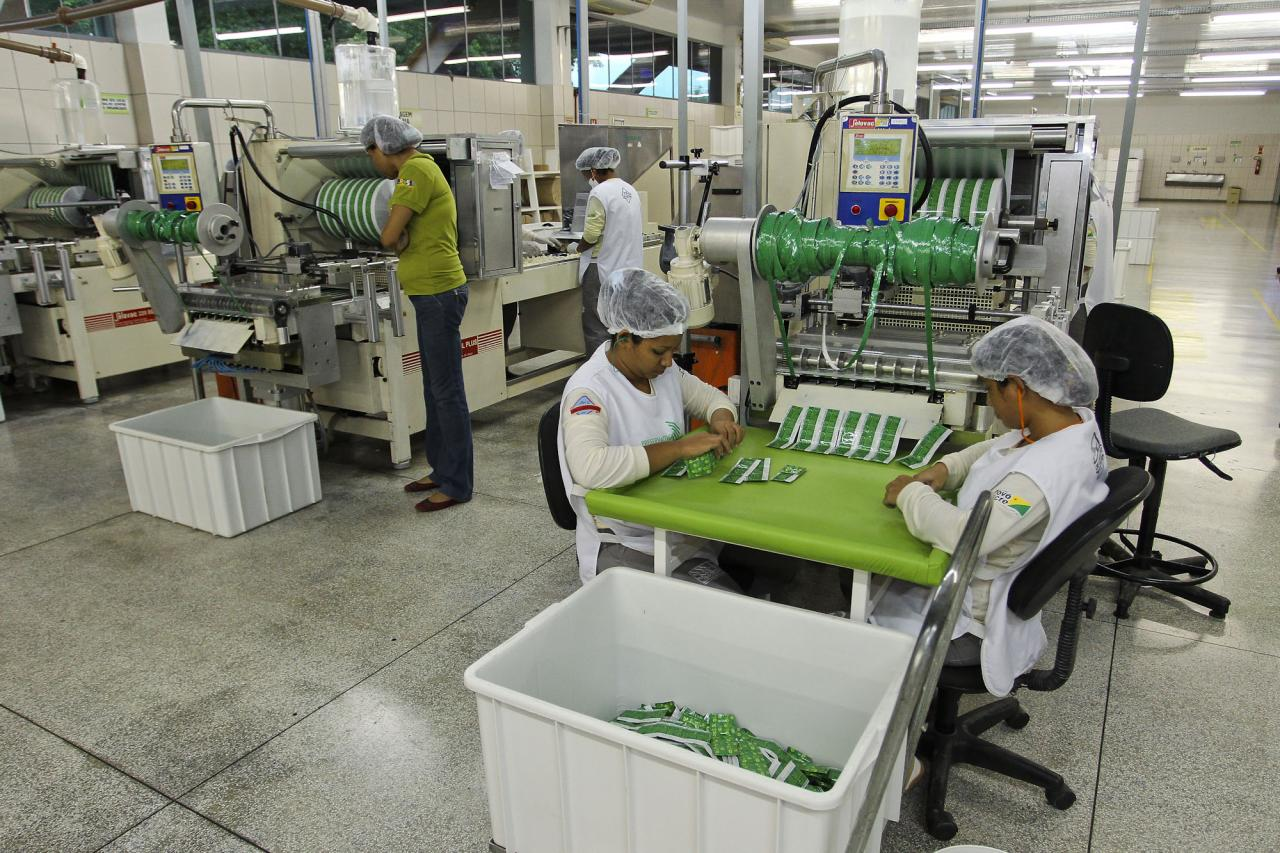
Sector de Produção da Natex em Xapuri

Em economia e automação industrial, produção é um processo que consiste na combinação dos fatores de produção com a finalidade de satisfazer necessidades humanas, em termos de bens ou serviços.

## Noções gerais
Produção consiste do ponto de vista técnico transformar um bem, ou seja, compreende uma série de operações físicas que modificam certas características de um determinado objeto. Porém, a noção económica de produção, implica a utilidade dos bens produzidos. Assim, do ponto de vista económico, constituirá uma ação de produção toda aquela que torne um objeto útil e portanto faça aumentar a sua utilidade ou ainda é a criação de bens e serviços para suprir as necessidades do ser humano.

## Os produtos
Os produtos são assim os vários bens e serviços úteis que resultam do processo de produção e que ou são consumidos, ou são utilizados num produto posterior.
Considere a produção de um bolo de chocolate, a farinha, os ovos, o chocolate, o sal, o calor, o forno e a mão de obra do boleiro são os fatores de produção.
O bolo de chocolate é o produto.

## Ramos de produção
As actividades produtivas abrangem quatro ramos básicos de produção, sendo estes: a agricultura, indústria, comércio e transportes
À medida que os processos económicos se tornaram mais complexos foram-se acrescentando outros, nomeadamente, a produção de bens imateriais que também são de natureza económica.
Tendo em conta a definição supracitada, constituem operações de produção, várias actividades, entre as quais os seguros, o crédito, o armazenamento, a venda, o marketing, a distribuição, a comunicação e a prestação de serviços, pois todas estas actividades acrescentam valor ao bem inicial, fazendo aumentar a sua utilidade.

## Produção em espécie e em valor
As produções podem ser expressas nas relativas espécies. Através do número de unidades, do peso, das áreas, dos volumes dos bens produzidos. E pode também a produção ser manifesta em valores. Ou em termos monetários porque a moeda constitui um padrão comum de valores, ou por comparações orientadas para trocas diretas. Neste último caso seria por exemplo, que um litro de azeite produzido por um agricultor vale cinco litros de leite, produzidos por um seu vizinho. É no entanto evidente que são mais seguros os cálculos de produção em espécie, porque as menções a uma bitola comparativa podem refletir variações de posição relativa.
Pode, aproveitando o exemplo anterior, escassear o azeite e valorizar-se em relação ao leite ou vice-versa, note que as referidas variações também acontecem quando se recorre a padrões monetários.

## Produção de bens de consumo e de capitais
Importará, distinguir as produções dos diversos bens e muito especialmente saber em que proporções a produção se orientou para bens directos de consumo ou os bens indiretos de capitais, A orientação é relevante, visto o desenvolvimento económico de uma empresa ou comunidade, exigir um certo equilíbrio entre a produção de bens diretos e de bens indiretos.